# Lockheed XF-90
Die Lockheed XF-90 war ein Ende der 1940er Jahre entwickeltes Jagdflugzeug für die United States Army Air Forces (USAAF). Lockheed produzierte nur zwei Prototypen. 

## Geschichte
Im August 1945 startete die US-Luftwaffe eine Ausschreibung für ein neues Jagdflugzeug. Es sollte als Begleitjäger der Langstrecken-Bomber dienen und daher eine große Reichweite vorweisen können. Zu den Vorgaben zählten weiterhin gute Sturzflug-Fähigkeiten, eine Höchstgeschwindigkeit von mindestens 965 Kilometer pro Stunde und ein Einsatzradius von 1450 Kilometer. Der Jäger sollte einsitzig sein und mit gepfeilten Flügeln und zwei Strahltriebwerken ausgestattet sein. Als Bewaffnung waren mindestens vier Bordkanonen, ungelenkte Luft-Luft-Raketen und Freifallbomben vorgesehen. 
Neben mehreren anderen Unternehmen beteiligte sich auch Lockheed an dem Wettbewerb. Hier entstanden ab dem Herbst 1945 unter der Projektbezeichnung L-153 etliche Entwürfe mit den unterschiedlichsten Konfigurationen, außer Versionen mit Deltaflügeln, die das Kürzel L-167 trugen. Im Frühjahr 1946 erhielt Lockheeds Modell die militärische Bezeichnung XP-90, firmenintern hieß es nun Modell 90. Die Luftwaffe beauftragte Lockheed am 20. Juni desselben Jahres mit der Anfertigung eines Mock-ups. Die favorisierten Delta-Entwürfe zeigten bei Versuchen im Windkanal aber Probleme, vor allem wegen zu hohen Luftwiderstandes und instabiler Fluglage bei großem Anstellwinkel. Im Juli 1947 entschied sich Lockheed daher für eine konventionelle Auslegung des Tragwerks mit um 35 Grad nach hinten gepfeilten Flügeln. Im Dezember 1947 besichtigte die Luftwaffe das Mock-up und Lockheed konnte mit dem Bau von zwei Prototypen beginnen. 
Die XP-90 hatte einen spitz zulaufenden Bug und zwei im Mittelrumpf nebeneinander angeordnete Turbojettriebwerke des Typs Westinghouse XJ34-WE-11 mit einem Schub von je rund 13 Kilonewton, zunächst noch ohne Nachbrenner. Die Lufteinlässe befanden sich seitlich am Vorderrumpf. Das Cockpit war druckbelüftet, der Pilot verfügte über einen Schleudersitz und einen guten Rundumblick durch die verglaste Kuppel. Da die Flugzeugzelle sehr stabil ausgelegt war und eine relativ schwere Aluminiumlegierung verbaut wurde, geriet das Flugzeug für seine Größe verhältnismäßig schwer. Das Heckleitwerk wies eine konstruktive Besonderheit auf: Die Neigung der Höhenflosse konnte durch Verschieben der Seitenflosse verstellt werden. 
Als die Air Force im Juni 1948 die Bezeichnungen ihrer Kampfflugzeuge von P (pursuit) nach F (fighter) änderte, hieß die XP-90 fortan XF-90. In der Endphase der Entwicklung setzte Lockheed verkleinerte Modelle ein, die eine P-38 Lightning aus rund 11.000 Meter Höhe abwarf und die Messwerte an eine Bodenstation sendeten. Die rund zwei Meter langen steuerbaren Modelle aus Kunststoff und Metall erreichten im Fall Überschallgeschwindigkeit und wurden beim Aufprall auf den Boden zerstört. Der erste Prototyp mit dem Kennzeichen 46-687 hob am 3. Juni 1949 erstmals ab. Im März 1950 folgte der zweite Prototyp (46-688), der durch eine Nachbrennerversion der J34-Triebwerke eine höhere Schubkraft erzielte und als XF-90A bezeichnet wurde. Eine Entscheidung über die Serienproduktion sollte nach einem Ausscheidungsfliegen fallen, das die Luftwaffe vom 30. Juni bis 8. Juli 1950 auf der Edwards Air Force Base durchführte. Außer Lockheeds XF-90 nahmen auch die Wettbewerber McDonnell XF-88 und die North American YF-93 daran teil. Mitte August wurde die XF-88 zum Gewinner erklärt, gefolgt von der XF-90. Keiner der Kandidaten erfüllte jedoch die Erwartungen, sie zeigten gegenüber den bereits in Dienst stehenden F-84 und F-86 kaum bessere Leistungen. Haushaltskürzungen und der heraufziehende Koreakrieg beeinflussten die Ausgangslage derart, dass letztlich keiner der getesteten Prototypen in Serie gebaut wurde. Lockheed untersuchte danach noch weitere Varianten der L-153, auch mit geändertem Antrieb, die jedoch nicht über das Planungsstadium hinauskamen. Das XF-90-Programm kostete 5,1 Millionen US-Dollar.
Die XF-90 konnte mit den stärkeren Triebwerken im Sturzflug die Schallmauer durchbrechen und erreichte bei Versuchen eine Höchstgeschwindigkeit von Mach 1,1. Nach dem Ende des Begleitjägerprojekts wurde die 46-687 bei Strukturtests bis zu ihrer Zerstörung belastet. Die zweite Maschine diente in den 1950er Jahren auf der Nevada Test Site als Übungsobjekt für radioaktive Verseuchung, wie sie etwa bei Unfällen mit Kernwaffen vorkommen könnte. Dadurch wurde sie stark beschädigt und mit Plutonium belastet. Im Jahr 2001 begannen Bemühungen, die XF-90 zu bergen. Das in zwei Teile zerlegte Flugzeug wurde dekontaminiert und 2003 zum National Museum of the United States Air Force transportiert, wo sie heute eingelagert ist.

## Technische Daten
| Kenngröße               | Daten der XF-90A                                                                                      |
| ----------------------- | --- |
| Länge:                  | 17,1 m                                                                                                |
| Flügelspannweite:       | 12,2 m                                                                                                |
| Höhe:                   | 4,8 m                                                                                                 |
| Tragflügelfläche:       | 32,5 m²                                                                                               |
| Antrieb:                | Zwei Turbojets Westinghouse XJ34-WE-15 mit Nachbrenner und je rund 18,7 kN Schubkraft                 |
| Höchstgeschwindigkeit:  | 1.075 km/h                                                                                            |
| Reichweite:             | 3.700 km                                                                                              |
| Dienstgipfelhöhe:       | 12.000 m                                                                                              |
| Maximales Startgewicht: | 14.100 kg                                                                                             |

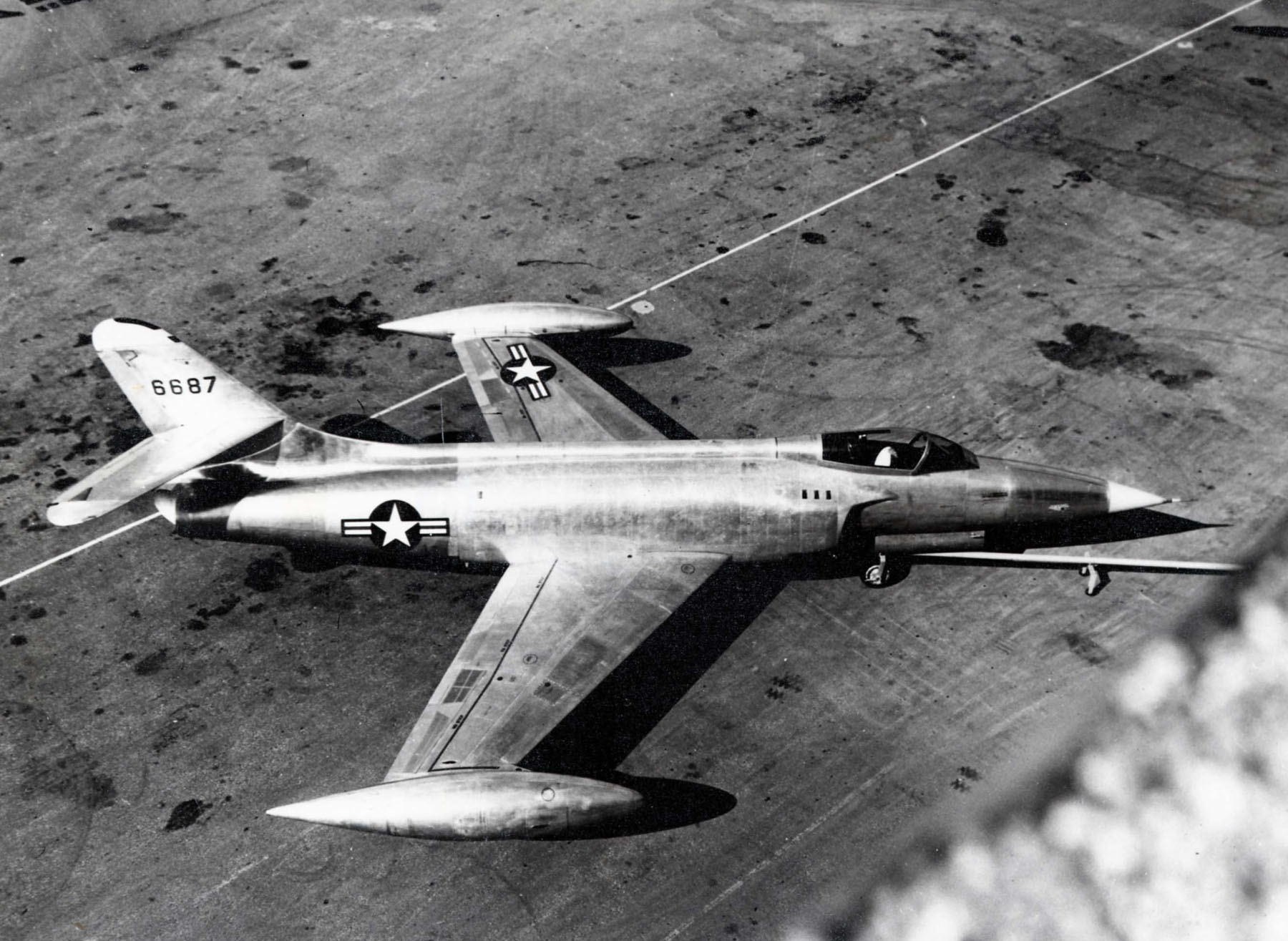
Geparkte XF-90

| Geplante Bewaffnung:    | - sechs 20-mm-Geschütze - acht ungelenkte Luft-Luft-Raketen - Bomben bis 454 kg an Außenlaststationen |
| Besatzung               | 1 Pilot                                                                                               |